# سفارة ليبيريا في لندن
سفارة ليبيريا في لندن هي البعثة الدبلوماسية لليبيريا في المملكة المتحدة. وهي تقع حاليًا بجوار سفارتي موزمبيق وكرواتيا في ساحة فيتزروي.
حتى عام 1986، كانت سفارة ليبيريا تقع في 21 Prince's Gate، ومن عام 1986 حتى عام 2000 في 2 Pembridge Place in Notting Hill.
ليبيريا ممثلة حاليًا في المملكة المتحدة من قبل السفير غورلي تي جيبسون شوارتز. 

## معرض صور

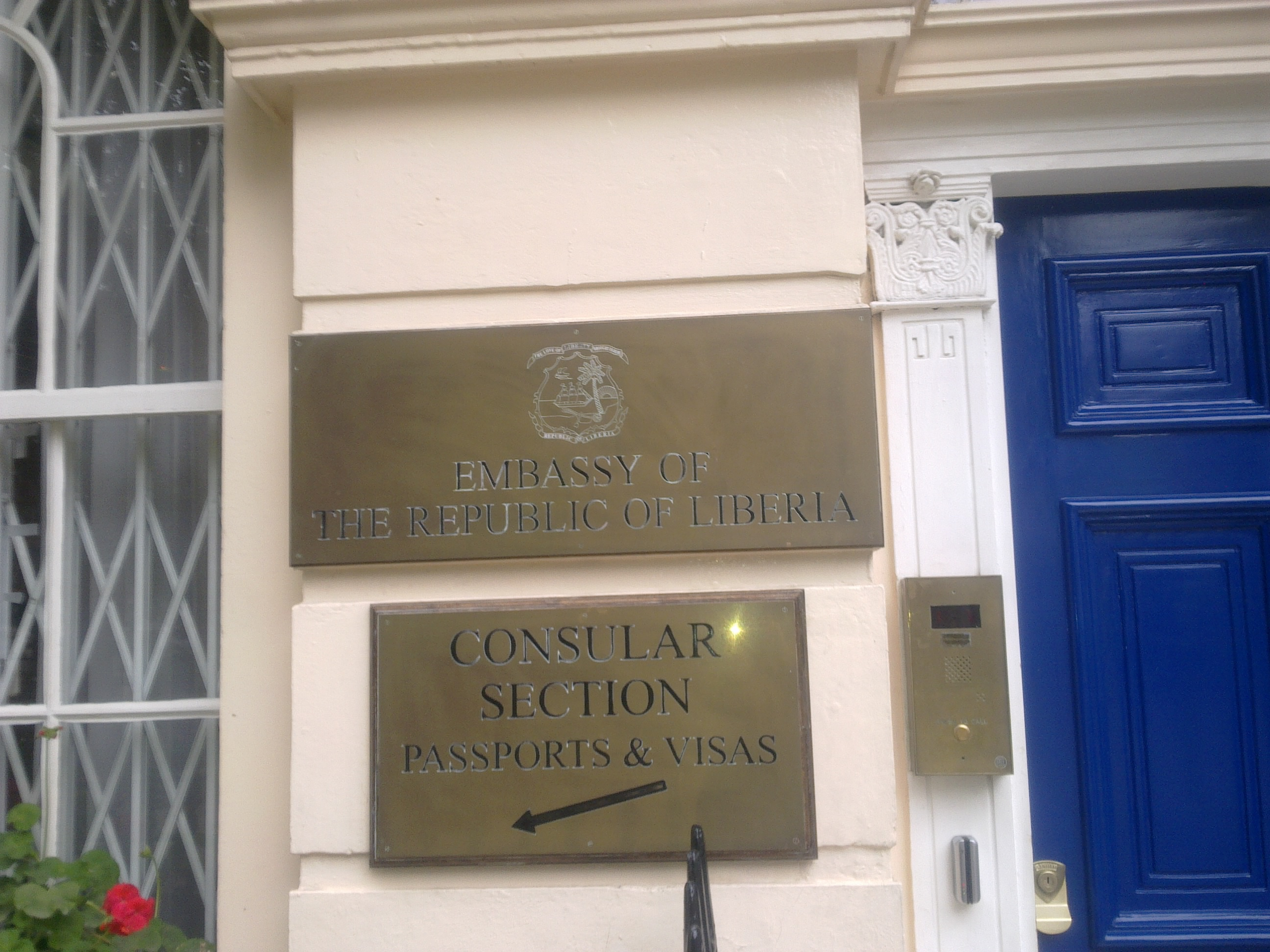
لوحة خارج السفارة تصور شعار ليبيريا  [لغات أخرى]‏

## روابط خارجية
- موقع رسمي